# Obadja (Vorname)
Obadja (hebräisch עובדיה auch Ovadja) ist ein männlicher hebräischer Vorname mit der Bedeutung „Diener JHWHs“. Die griechisch-lateinische Namensversion lautet Obdias oder Abdias.

## Träger
- Obadja, biblischer Prophet und seine Schrift
- Obadja der Proselyt (Johannes von Oppido; um 1070–1150), normannischer Konvertit zum Judentum
- Obadja, Manasse und Benjamin von Rom: ein Buchdrucker Obadja (um 1470)
- Ovadja ben Avraham Bertinoro, genannt Il Gran Bertinoro (ca. 1465–1515), Rabbiner und bedeutender Kommentator der Mischna
- Obadja ben Jacob Sforno (1475–1550), italienischer Rabbiner und Bibelkommentator
- Obadiah German (1766–1842), US-amerikanischer Jurist und Politiker (Demokratisch-Republikanische Partei)
- Obadiah Gardner (1852–1938), US-amerikanischer Politiker (Demokratische Partei)
- Ovadja Josef (1920–2013), ehemaliger sephardischer Großrabbiner des Staates Israel und spirituelles Oberhaupt der Schas-Bewegung
- Obie Trotter (Obadiah Nelson „Obie“ Trotter; * 1984), US-amerikanischer Basketballspieler